# Bobrek, Cieszyn

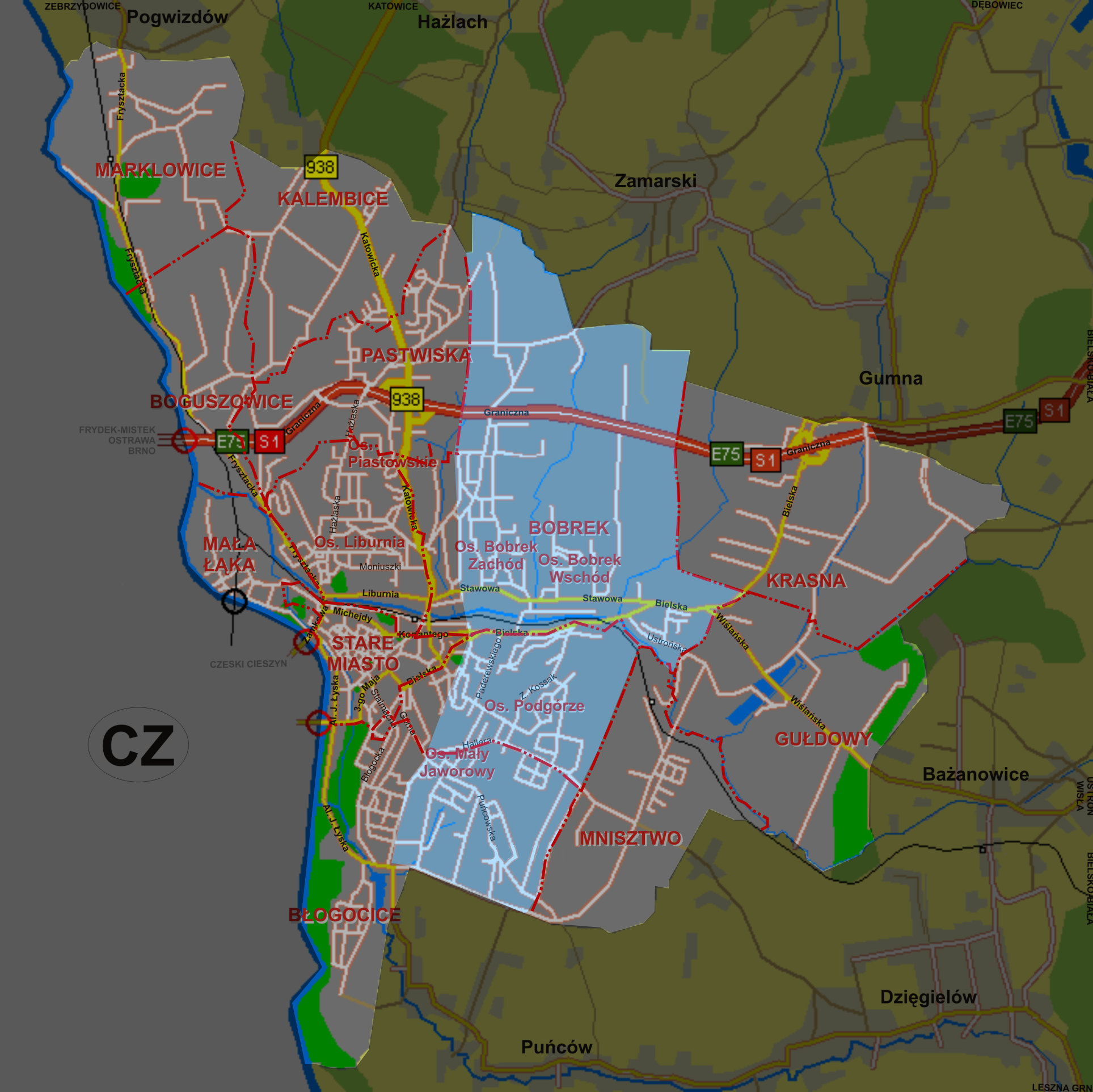
Bobrek ở biên giới trước năm 1932 được tô sáng trên bản đồ của Cieszyn

Bobrek là một phần của Cieszyn, Silesian Voivodeship, Ba Lan. Đó là một đô thị riêng biệt, nhưng đã trở thành một bộ phận hành chính của Cieszyn vào năm 1932. Nó có diện tích khoảng 767-768 ha.

## Lịch sử
Bobrek được đề cập lần đầu tiên vào năm 1316 với tên Bobirdorf. Sau đó, nó được nhắc đến với tên là Bobreg (1365), Bobrek (1440), Bobersdorf (1449), và sau đó chủ yếu là Bobrek với lối chính tả hơi khác nhau.
Về mặt chính trị, ngôi làng ban đầu thuộc về Công quốc Teschen, được hình thành vào năm 1290 trong quá trình phân chia phong kiến của Ba Lan và được cai trị bởi một cơ quan địa phương của triều đại Piast. Năm 1327, công quốc trở thành một nước chư hầu của Vương quốc Bohemia, sau năm 1526 trở thành một phần của chế độ quân chủ Habsburg.
Năm 1802 làng có 464 dân.
Sau các cuộc cách mạng năm 1848 tại Đế quốc Áo, một khu tự quản hiện đại đã được giới thiệu tại Công quốc Áo-Silesia tái thành lập. Ngôi làng như một đô thị đã được đăng ký vào khu chính trị và pháp lý của Cieszyn. Theo các cuộc điều tra được tiến hành vào năm 1880, 1890, 1900 và 1910, dân số của đô thị đã tăng từ 1109 (năm 1880) lên 2820 (năm 1910) với đa số là người nói tiếng Ba Lan bản địa (ít nhất 80% vào năm 1880, nhiều nhất là 85,2% vào năm 1890) kèm theo một nhóm thiểu số nói tiếng Đức (từ 14,2% đến 17,6%) và nói tiếng Séc (nhiều nhất là 111 hoặc 4% vào năm 1910). Về tôn giáo năm 1910, đa số là người Công giáo La Mã (10724 hoặc 61,2%), tiếp theo là người đạo Tin lành (1073 hoặc 38%), người Do Thái (17 hoặc 0,6%) và 6 người theo các tín ngưỡng khác. Ngôi làng cũng là nơi sinh sống của những người Cieszyn Vlachs, nói tiếng địa phương Cieszyn Silesian.

Sau Thế chiến I, sự sụp đổ của Áo-Hung, Chiến tranh Tiệp Khắc của Ba Lan và sự phân chia của Cieszyn Silesia vào năm 1920, nó đã trở thành một phần của Ba Lan. Vào thời điểm đang được Cieszyn tiếp quản, nơi này có 2984 cư dân. 

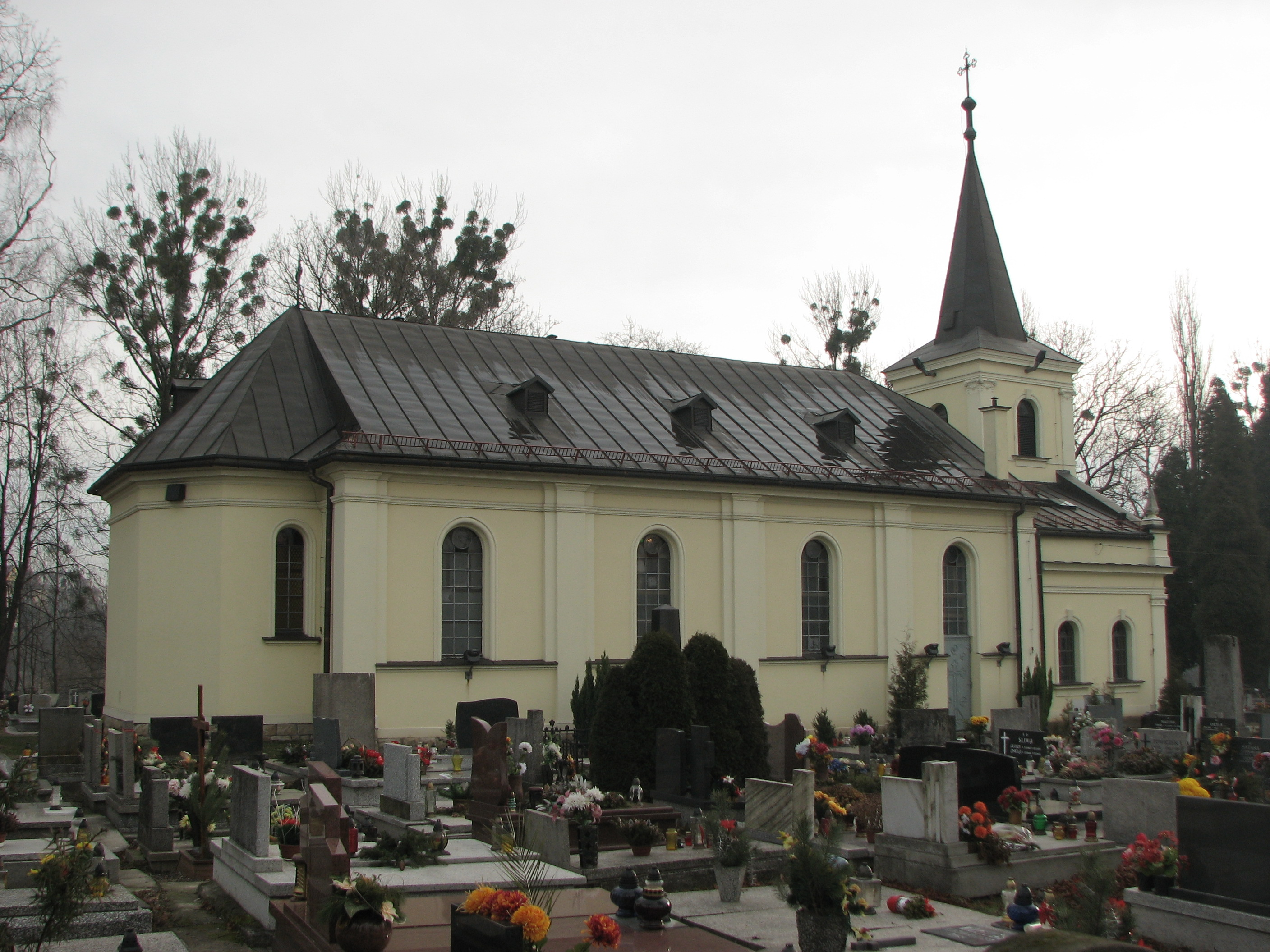
Nhà thờ Công giáo ở Bobrek
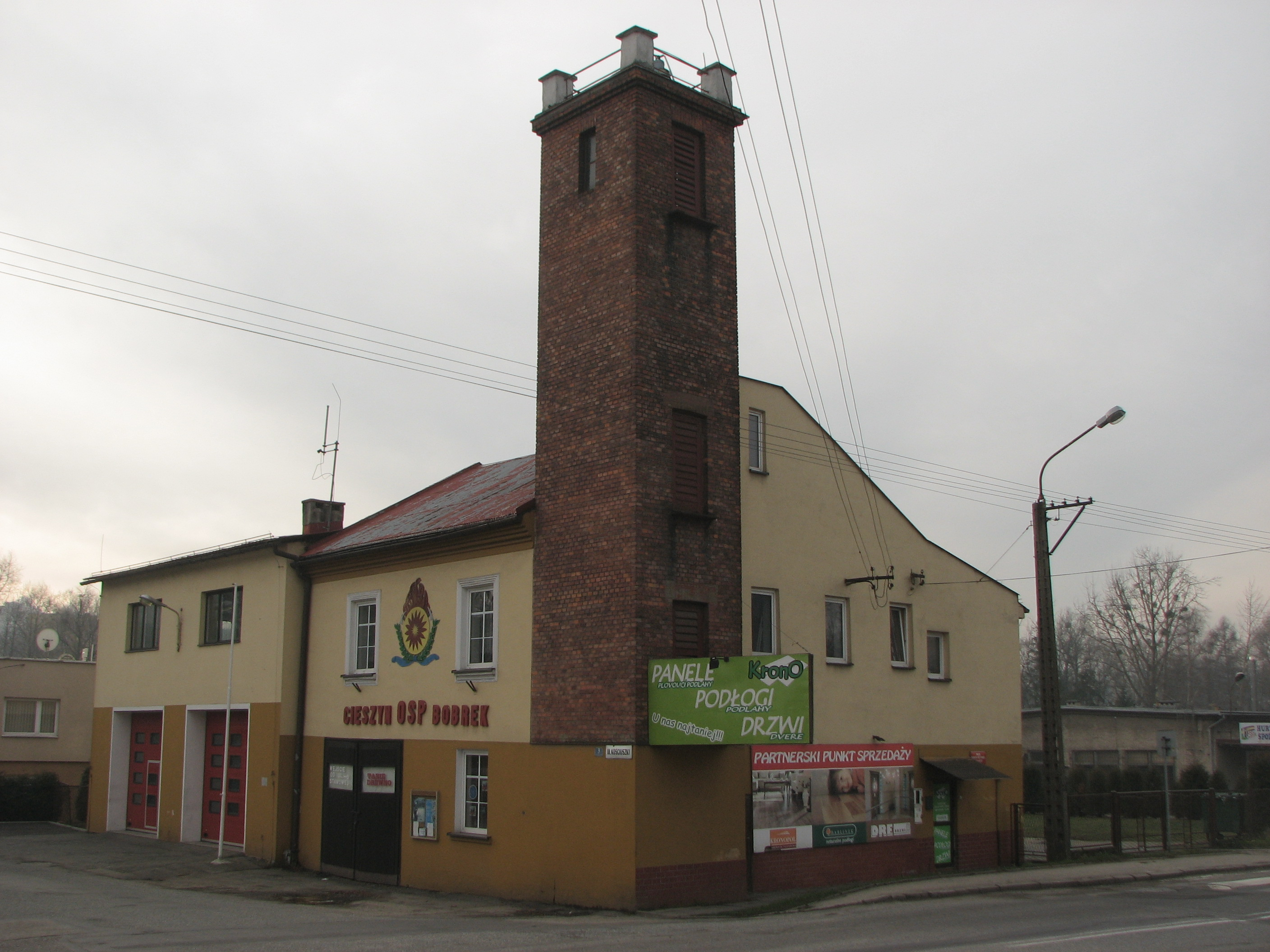
Sở cứu hỏa ở Bobrek
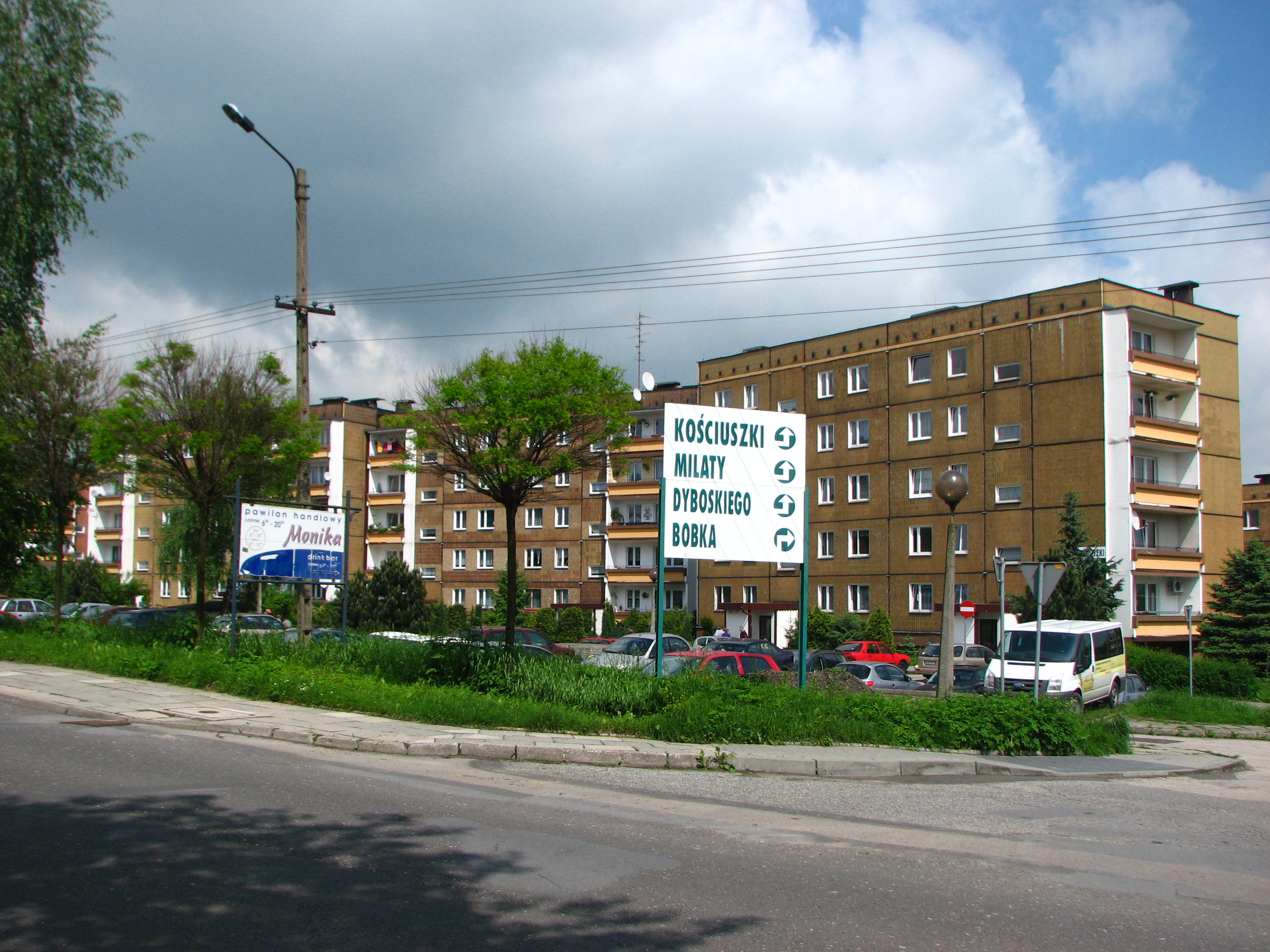
Khu nhà ở Bobrek West
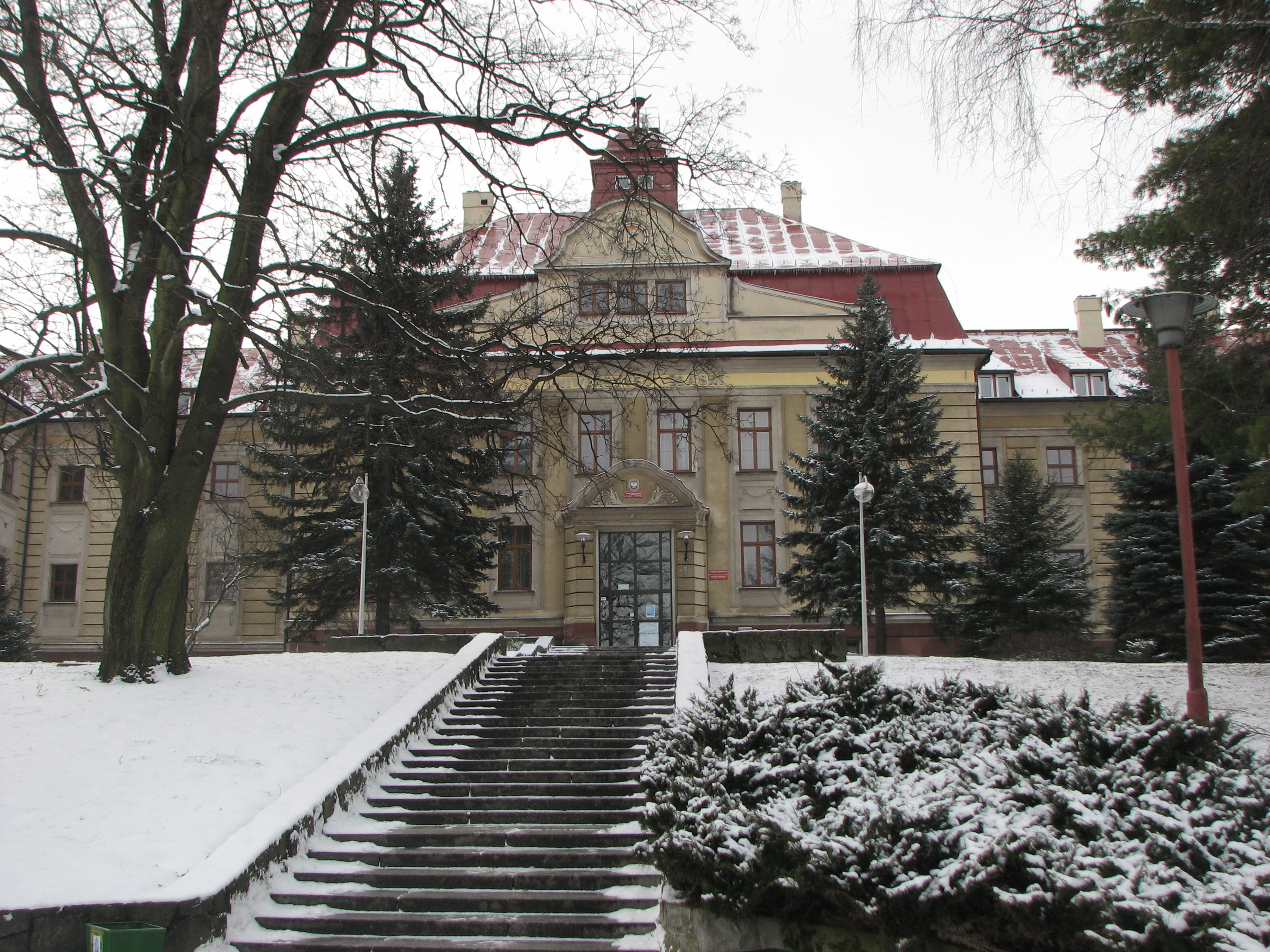
Tòa nhà cũ của hội thảo giáo viên Ba Lan được xây dựng vào năm 1911